# Кардофанска жирафа
Кардофанска жирафа (лат. Giraffa camelopardalis antiquorum) је једна од 9 подврста жирафе. Насељава југозапад Судана, југ Чада, те север Централноафричке Републике и Камеруна. Некада се мислило да њихова популација у Камеруну припада западноафричкој жирафи.